# کوارتز مانتین (اورگن)
کوارتز مانتین (به انگلیسی: Quartz Mountain) یک منطقهٔ مسکونی در ایالات متحده آمریکا است که در اورگن واقع شده‌است. کوارتز مانتین ۱٬۶۵۲٫۰۴ متر بالاتر از سطح دریا واقع شده‌است.